# Voci nella notte (film)
Voci nella notte (Nightwaves) è un film per la televisione del 2003 diretto da Jim Kaufman.

## Trama
Shelby e Pete Naylor sono una coppia felice che vive in una cittadina del Massachusetts. Lei lavora come giornalista e, dopo una lunga gavetta con articoli di cronaca rosa, riesce ad emergere nel suo giornale scrivendo per un caso di omicidio e ottenendo l'articolo di copertina; lui gestisce, insieme al suo socio Tom Williams, una compagnia assicuratrice. Una sera Pete e Shelby fanno un incidente automobilistico a causa della strada scivolosa e Pete muore, mentre Shelby rimane ferita ed è costretta a portare bastone e stampelle. Due mesi dopo, grazie anche all'aiuto di Tom, la donna decide di ritornare a casa. Nulla è cambiato e tutto le ricorda il marito morto; la prima notte si accorge che un ladro è entrato in casa e per questo fa scattare l'allarme, provocandone la fuga. Il giorno dopo chiama la polizia per fare la denuncia. Parlando con un poliziotto, Shelby si fa spiegare come adoperare il Ricevitore scanner del marito, che ha la possibilità di captare le frequenze radio della polizia e le telefonate dei cittadini. Così, per passarsi il tempo, Shelby comincia a intercettare le telefonate, tra cui quelle, decisamente violente, tra David e Brenda Birkwell, una ricca coppia che abita nelle vicinanze. 
Un giorno intercetta la chiamata che David fa alla polizia dicendo che non trova più la moglie e che c'è molto sangue in casa. Come succede spesso però, il marito della scomparsa è il sospettato numero uno. Anche Shelby crede che sia colpevole e per questo ne parla con la domestica Margaret e le dice che ha registrato tutti i nastri riguardanti la giovane coppia. Di lì a qualche giorno il cadavere mutilato di una donna, in seguito identificato come quello di Brenda, viene trovato su una discarica. C'è di mezzo anche una bella cifra: la donna aveva un'assicurazione sulla vita per cinque milioni di dollari, stipulata proprio con la compagnia assicuratrice di Tom e Pete. Dunque David avrebbe ucciso la moglie per prendere i soldi dell'assicurazione. Il Procuratore Distrettuale chiede la pena di morte. Intanto Shelby sente, utilizzando come al solito il Ricevitore scanner, quella che le sembra essere la voce di Brenda. Inoltre si accorge che una misteriosa donna dai capelli rossi la segue e ben presto se la ritrova nella piscina in cui sta facendo esercizi e ne riconosce la voce: si tratta di Brenda. Shelby oramai è convinta che David sia innocente e cerca di farlo uscire; lo va a trovare in carcere e lì lui gli confessa che avrebbe un alibi per il weekend in cui è scomparsa la moglie, ma non lo può dire per la reputazione della donna con cui ha passato il fine settimana, Alexia Worthington. Ma è Shelby che convince quest'ultima a testimoniare e grazie alla sua testimonianza David torna libero. Per ringraziarla dell'interessamento nei suoi confronti, David invita Shelby a casa sua. Quando la donna entra, però, si trova davanti Brenda che minaccia di ucciderla; David sente le urla e, giunto all'ingresso, comincia a lottare con la "rediviva" moglie e involontariamente la uccide.
Ma la verità è molto più complessa di quanto può sembrare...